# Beating Heart
Beating Heart è un brano musicale della cantautrice britannica Ellie Goulding. Il brano è stato scritto per il film Divergent ed è stato scelto come secondo singolo per promuoverne la colonna sonora. È stato scritto da Ellie Goulding e Joe Janiak, e prodotto da Greg Kurstin.